# Papus

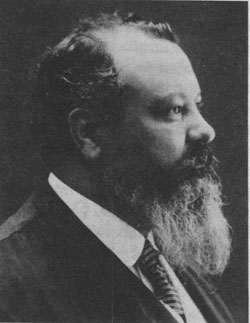
Gérard Encausse (Papus)

Gérard Analect Vincent Encausse (* 13. Juli 1865 in A Coruña, Spanien; † 25. Oktober 1916 in Paris), bekannt unter dem Pseudonym Papus, war ein bedeutender französischer Okkultist, Esoteriker, Theosoph, Rosenkreuzer und Martinist.

## Leben
Papus war das Kind einer spanischen Mutter und eines französischen Vaters, der von Beruf Chemiker war. Die Familie zog nach Paris, als das Kind vier Jahre alt war. Schon in jungen Jahren verbrachte Gérard viel Zeit in der dortigen Nationalbibliothek, wo er u. a. die Kabbala, den Tarot, die Magie, die Alchemie und die Schriften Éliphas Lévis studierte.
1887 war er Mitbegründer der französischen Theosophischen Gesellschaft, trennte sich jedoch 1890 wieder von der Theosophie. Er gründete den esoterischen Zirkel Groupe indépendant d’étude ésoterique, veröffentlichte eine okkulte Zeitschrift mit dem Namen Traité méthodique de science occulte. Im darauf folgenden Jahr gründete er zusammen mit Lucien Chamuel die Librarie du Merveilleux und veröffentlichte monatlich die Zeitschrift L’Initiation. 1888 gründete er mit seinen Mitstudenten Augustin Chaboseau und Joséphin Péladan den Ordre Martiniste, von dem er Großmeister wurde. Im selben Jahr gründete er zusammen mit Joséphin Péladan und Stanislas de Guaita den okkulten Ordre Kabbalistique de la Rose-Croix und gilt daher als Mitbegründer des modernen Martinismus. Er bezeichnete den Okkultisten Alexandre Saint-Yves d’Alveydre (1842–1909) als seinen intellektuellen Lehrer, und Maître Philippe, dem er die Bekanntschaft mit der russischen kaiserlichen Familie vermittelte, als seinen spirituellen Lehrer.
Um die gleiche Zeit legte Encausse sich sein Pseudonym Papus zu. Es stammt aus dem Nykthemeron des Apollonius von Tyana. Papus bezeichnet darin den Geist der ersten Stunde. Des Weiteren bezeichnet Papus auch den Geist der Medizinwissenschaften. Am 7. Juli 1894 wurde Gérard Encausse an der Pariser Universität zum Doktor der Medizin promoviert. Nach dem Tod des Marquis Stanislas de Guaita im Jahre 1897 wurde Papus zum Präsidenten der Chambre de Direction de l’Ordre Kabbalistique de la Rose-Croix ernannt und Großmeister des ihr angeschlossenen Martinistenordens.
Bereits 1891 veröffentlichte Papus sein Werk Les Arts Divinatoires - graphologie, chiromancie, morphologie, physiognomonie, astrosophie, astrologie; es enthält u. a. eine Einführung in die Grundlagen der Astrologie aus einem theo-philosophischen Betrachtungswinkel. 1910 publiziert die von Papus gegründete Hermetische Schule das Werk Premiers Elements D´Astrosophie (Hauptelemente der Astrosophie). Dieses beinhaltet Kurse, welche ursprünglich an der School of Hermetic Sciences unterrichtet wurden.
1901, 1905 und 1906 war Papus auf Einladung von Zar Nikolaus II. in Sankt Petersburg. In erster Linie kam er als Arzt, jedoch auch, um den Zaren in Esoterik zu unterrichten. Dabei gründete er eine Martinistenloge, der auch der Zar selbst angehörte. Allerdings war Papus beunruhigt über das zumeist blinde Vertrauen des Zaren und seiner Ehefrau in den Okkultismus. Er assistierte dem Zarenpaar bei wesentlichen Regierungsentscheidungen und warnte sie vor den Einflüssen Rasputins.
1907 gründete Papus in Folge der Abspaltung der 1890 von Papus Helfer Jules Doinel gegründeten Neo-Albigensischen Kirche die Gnostisch-Katholische Kirche.
Während des Ersten Weltkriegs meldete er sich als Arzt bei der französischen Armee und war während dieser Zeit in einem Militärkrankenhaus tätig. Hier steckte er sich mit Tuberkulose an und starb am 25. Oktober 1916 in Paris.

## Rezeption
Eines seiner bekanntesten Werke ist La Cabbale, Tradition secrète de l'Occident (deutsch: Die Kabbala – geheime Überlieferung des Abendlandes), das erstmals 1892, nach seinem Tod 1921 in dritter Auflage erschien und in mehrere Sprachen übersetzt wurde.

## Werke (Auswahl)
- Die Kabbala von Papus. In der Übersetzung von Prof. Julius Nestler mit einem Vorwort von Dr. Gerold Necker. Überarbeitet und wissenschaftlich betreut von HD Dr. theol. habil. Michael Tilly; neu gesetzt und überarbeitet. Marix Verlag, Wiesbaden 2004, ISBN 3-937715-61-4
- Tarot der Zigeuner, der absolute Schlüssel zur Geheimwissenschaft. Ansata-Verlag, Bern-München-Wien 1999, ISBN 3-502-20245-1
- Die Grundlagen der okkulten Wissenschaft & Die Wissenschaft der Magier. AAGW, Sinzheim 1997
- Das Tarot der Weissagung, der Schlüssel zu verschollenen Legesystemen und Deutungsmethoden. Edition Tramontane, Bad Münstereifel 1990, ISBN 3-925828-17-6
- Die Wissenschaft der Magier und deren theoretische und praktische Anwendung. Schmidt, Handeloh 1978